# Lillträsket (Norrfjärdens socken, Norrbotten)
Lillträsket är en sjö i Piteå kommun i Norrbotten och ingår i Rosåns huvudavrinningsområde.